# Rhipidoglossum globulosocalcaratum
Rhipidoglossum globulosocalcaratum é uma espécie de orquídea, família Orchidaceae, que existe em Ruanda e Zaire. Trata-se de planta epífita, monopodial com caule que mede menos de doze centímetros de comprimento; cujas pequenas flores tem um igualmente pequeno nectário sob o labelo.

## Publicação e sinônimos
- Rhipidoglossum globulosocalcaratum (De Wild.) Summerh., Blumea, Suppl. 1: 82 (1937).

Sinônimos homotípicos:
- Angraecum globulosocalcaratum De Wild., Bull. Jard. Bot. État Bruxelles 5: 186 (1916).
- Diaphananthe globulosocalcarata (De Wild.) Summerh., Kew Bull. 14: 142 (1960).